# Eleccions presidencials franceses de 1965
Les eleccions presidencials franceses de 1965 es van celebrar el 5 de desembre de 1965, i en no donar-se la majoria absoluta es va fer una segona volta el 19 de desembre d'aquell any, en les que hi guanyà el general Charles de Gaulle.

## Resultats per departaments

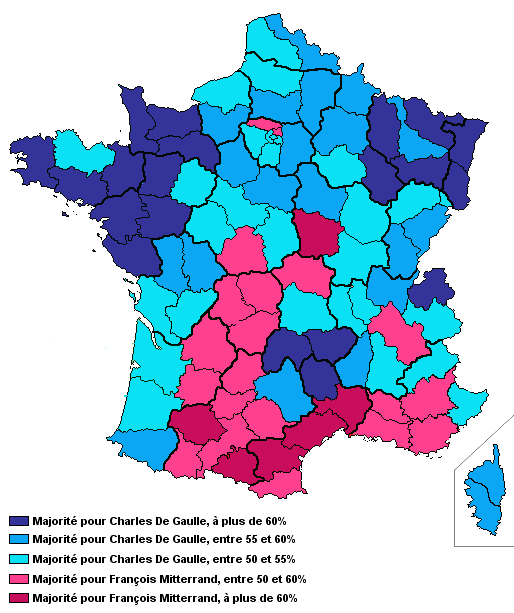
Resultats de la segona volta per departaments

## Primera Volta
| Candidat                     | Partit                                      | Vots       | Percentatge |
| ---------------------------- | ------------------------------------------- | ---------- | ----------- |
| Charles de Gaulle            | Unió dels Demòcrates per la República (UDR) | 10.828.523 | 44,64%      |
| François Mitterrand          | Convenció per les Institucions Republicanes | 7.694.003  | 31,72%      |
| Jean Lecanuet                | Mouvement Républicain Populaire             | 3.777.119  | 15,57%      |
| Jean-Louis Tixier-Vignancour | Ultradreta                                  | 1.260.208  | 5,19%       |
| Pierre Marcilhacy            | Independent de Centre                       | 415.018    | 1,71%       |
| Marcel Barbu                 | Independent d'Esquerra                      | 279.683    | 1,15%       |

## Segona Volta
| Candidat            | Vots       | Percentatge |
| ------------------- | ---------- | ----------- |
| Charles de Gaulle   | 13.083.699 | 55,1%       |
| François Mitterrand | 10.619.735 | 44,8%       |